# Coppa del Mondo di telemark
La Coppa del Mondo di telemark è un circuito professionistico internazionale di gare di telemark organizzato annualmente dalla Federazione Internazionale Sci (FIS), a partire dalla stagione 2000, a cui prendono parte gli atleti selezionati delle varie squadre nazionali.
Oltre alla Coppa del Mondo generale, è prevista l'assegnazione di una coppa per ognuna delle tre specialità del telemark: il classico, lo sprint e lo sprint parallelo.